# Gronajny
Gronajny (niem. Grünhagen, Grünhain) – wieś w Polsce położona w województwie pomorskim, w powiecie sztumskim, w gminie Sztum.
Wieś królewska położona była w II połowie XVI wieku w województwie malborskim. W latach 1975–1998 miejscowość należała administracyjnie do województwa elbląskiego.
W miejscowości znajdowała się niegdyś restauracja, prowadzona przez Ernsta Oelricha.
Gronajny to wieś z około 210 mieszkańcami. Przez wieś przepływa rzeka Młynówka Malborska.
W 2010 roku oddano do użytku farmę wiatrową. 
W miejscowości jest przystanek kolejowy Gronajny.

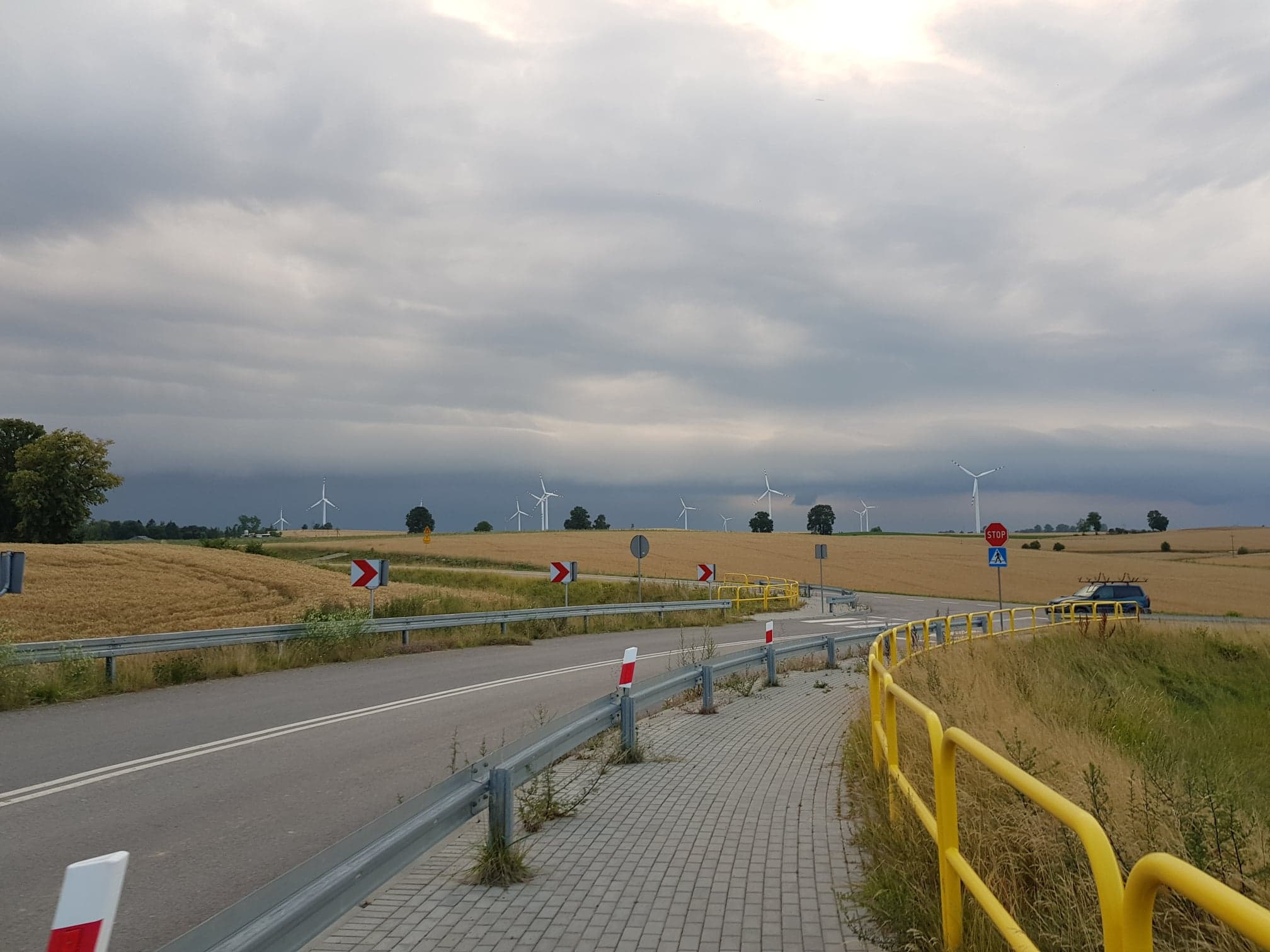
Podjazd na wiadukt kolejowy w Gronajnach
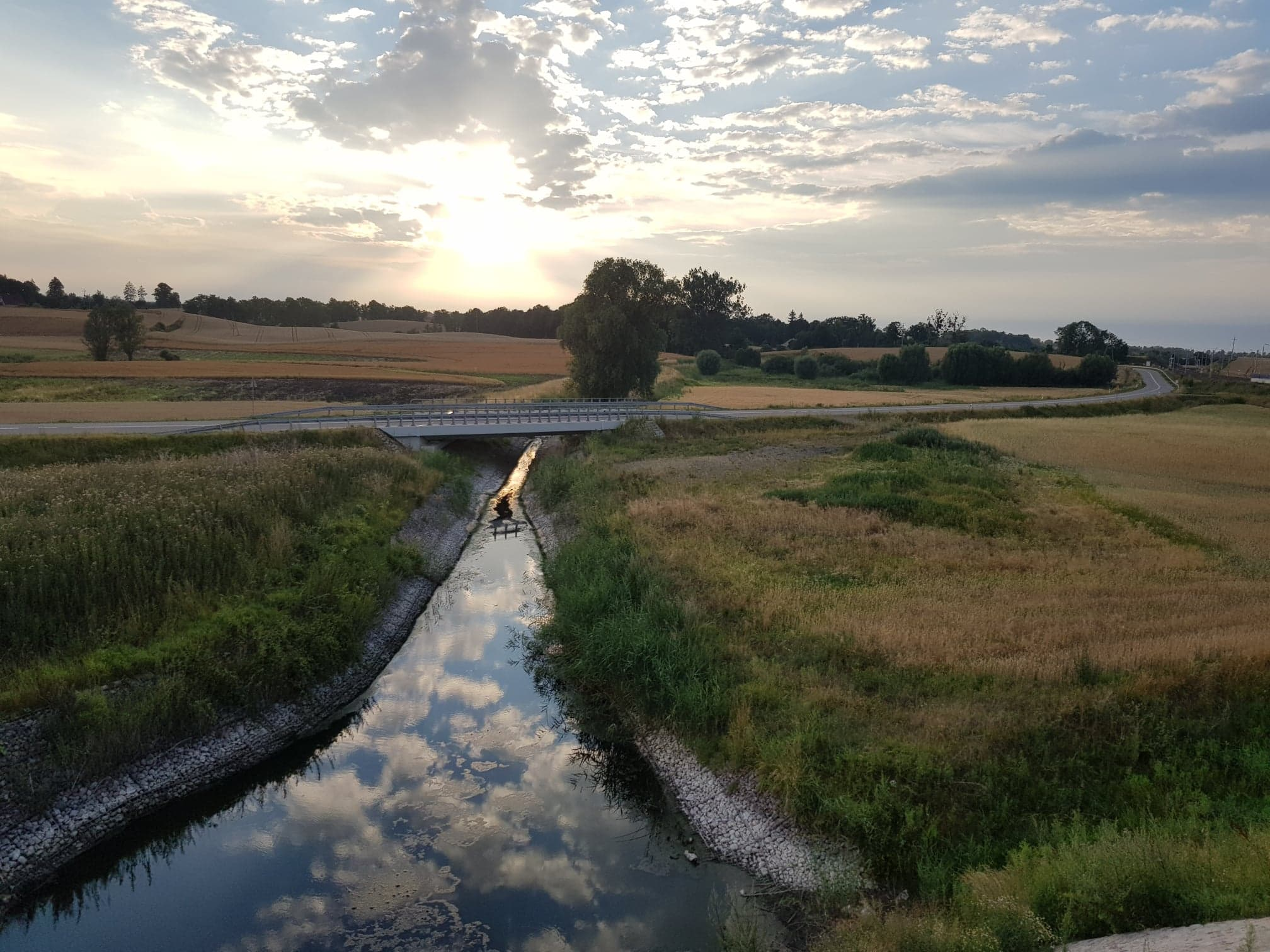
Młynówka Malborska